# Cercle Eranos

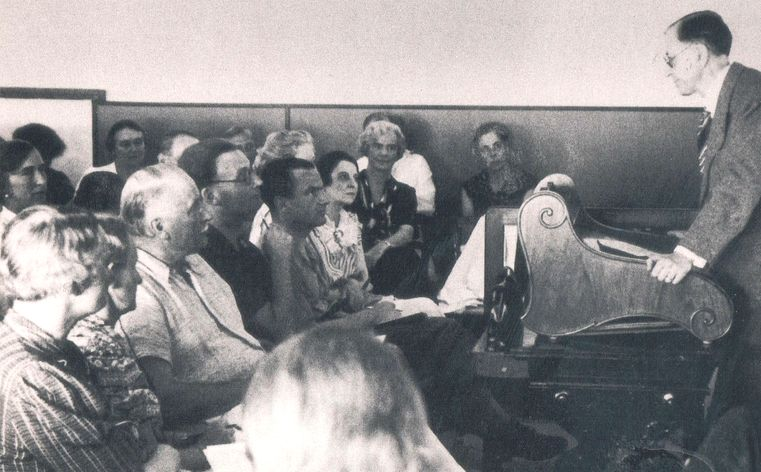
Une conférence lors des Journées d'Eranos de 1938 de Paul Masson-Oursel. À gauche : C. G. Jung écoutant.

Le Cercle d'Eranos ou cercle de réunion d'Eranos fut fondé par Olga Fröbe-Kapteyn (1881-1962) en 1933 d'après son projet de créer un espace de rencontre entre l'Ouest et l'Est. Elle fit construire une salle de conférence ("Casa Eranos") à côté de sa maison ("Casa Gabriella"), sur les rives du lac Majeur, dans le montagneux Tessin à Ascona en Suisse afin d'accueillir des penseurs de tous ordres. Son projet était de l'utiliser comme un "lieu de rencontre et d'expérience où les philosophies orientales et occidentales peuvent se rencontrer". En grec, eranos désigne un banquet où chacun des convives participe à sa manière, une sorte d'auberge espagnole.
« C'est bien là, écrit Gilbert Durand, en marge de toutes les universités du monde que, librement, des universitaires les plus éminents créèrent une science anthropologique nouvelle dont la base reposait sur la faculté essentielle du sapiens sapiens : à savoir son incontournable pouvoir de symboliser, son imagination symbolique ».

## « Pères d'Eranos » et hôtes du Cercle
Carl Gustav Jung fut la figure centrale des colloques entre les années 1930 et le début des années 1950.
Gilbert Durand y fut introduit en 1964 par l'orientaliste Henry Corbin. Dans ses souvenirs, Durand liste, aux côtés d'Adolf Portmann, de Helmut Wilheim, d'Ira Progoff et de Gerald Holton, les hôtes successifs du Cercle d'Eranos :
« Outre Corbin et Portmann, il y avait dans ce vénérable chapitre Karl Kerényi, le fidèle ami de Jung, l'helléniste alors aux 10 conférences prononcées depuis 1940, Sir Herbert Read, le célèbre historien de l'art, titulaire aussi depuis 1952 de dix conférences, Gilles Quispel, le spécialiste des gnoses et des proto-christianismes, l'"inventeur" du Codex Jung - déjà auréolé de ses 6 conférences depuis 1947. Jung, hélas, avait disparu depuis peu, mais il laissait sa si discrète, si savante secrétaire Aniéla Jaffé, puis la vigoureuse intelligence de Marie Louise von Franz, enfin les jungiens de la seconde génération dont mon ami James Hillman. Puis il y eut très tôt la rencontre avec trois autres "Pères" de notre cénacle : Mircéa Eliade, déjà présent au côté de Scholem en 1950, 1952, 1953, 1961 avec qui je devais nouer une amitié profonde de presque 20 ans à la Tagung de 1967 ; Ernst Benz le théologien de Marburg et Toshihiko Izutsu, l'islamologue de Tokyo tout aussi expert en taoïsme et en bouddhisme nippon. Se nouaient aussi pour moi de solides liens amicaux avec Shmuel Sambursky, Kathleen Raine, David Miller[Lequel ?] et René Huyghe... » 

## Première période (1933-1988)
C'est là que les Eranos Tagungen eurent lieu, des conversations visant « l'étude des images et des forces archétypales dans leurs relations avec l'individu », et plus généralement l'exploration des mondes intérieurs de l'homme, menée à travers les méthodologies scientifiques de chacun des participants. De 1949 à 1978, Henry Corbin anime les conférences.
Ces rencontres annuelles - dont les actes ont été publiés dans le Eranos Jahrbuch - étaient internationales et interdisciplinaires, les participations intellectuelles étant dédiées à des disciplines diverses (histoire des religions, religion comparée, sinologie, islamologie, égyptologie, indologie, chimie, biologie, astronomie, mythologie comparée, mysticisme, bouddhisme zen, littérature, philosophie, science politique, psychologie, anthropologie) dans une orientation, au sens large, spiritualiste.
Parmi les participants on trouve: Martin Buber, Carl Gustav Jung, Mircea Eliade, Károly Kerényi, Gilbert Durand, Pierre Hadot, James Hillman, Erik Hornung, René Huyghe, Gerardus van der Leeuw, Hans Leisegang, Karl Löwith, Louis Massignon, Erich Neumann, Adolf Portmann (directeur des "Colloques d'Eranos" à la suite de la mort de Fröbe-Kapteyn), Henri-Charles Puech, Gilles Quispel, Erwin Rousselle, Tilo Schabert, Gershom Scholem, Paul Tillich, Hellmut Wilhelm, R. C. Zaehner, Marie-Louise von Franz, Heinrich Zimmer, Ernesto Buonaiuti, Raffaele Pettazzoni et Giuseppe Tucci.

### Eranos-Jahrbuchde la première phase
Sous la direction d'Olga Fröbe-Kapteyn :
- 1933 Yoga und Meditation im Osten und im Westen (Le Yoga et la Méditation en Orient et en Occident)
- 1934 Ostwestliche Symbolik und Seelenführung (Le symbolisme en Orient et en Occident et la direction de l'âme)
- 1935 Westöstliche Seelenführung (La direction de l'âme en Orient et en Occident)
- 1936
  - Gestaltung der Erlösungsidee in Ost und West (1) (Formation d'idées de libération en Orient et en Occident I)
  - Gestaltung der Erlösungsidee im Judentum und im Protestantismus
- 1937 Gestaltung der Erlösungsidee in Ost und West (2) (Formation d'idées de libération en Orient et en Occident II)
- 1938 Gestalt und Kult der "Grossen Mutter" (Forme et culte de la "Grande Mère")
- 1939 Vorträge über die Symbolik der Wiedergeburt in der religiösen Vorstellung der Zeiten und Völker (Conférence sur le symbolisme de la renaissance dans la représentation religieuse des temps et des peuples)
- 1940-1941 Trinität, christliche Symbolik und Gnosis (Trinité, symbolisme chrétien et gnose)
- 1942 Das hermetische Prinzip in Mythologie, Gnosis und Alchemie (Le principe hermétique de la mythologie, de la gnose et de l'alchimie)
- 1943 Alte Sonnenkulte und die Lichtsymbolik in der Gnosis und im frühen Christentum (Anciens cultes solaires et symbolisme de la lumière dans la gnose et le christianisme primitif)
- 1944 Die Mysterien (Les Mystères)
- 1945
  - Studien zum Probleme des Archetypischen (Études sur le problème des archétypes), sous la direction de Carl Gustav Jung
  - Der Geist (l'Esprit)
- 1946 Geist und Natur (l'Esprit et la nature)
- 1947 Der Mensch (Erste Folge) (L'Homme I)
- 1948 Der Mensch (Zweite Folge) (L'Homme II)
- 1949 Der Mensch und die mythische Welt (L'Homme et le monde mythique)
- 1950
  - Aus der Welt der Urbilder (Du monde des archétypes - intervention spéciale de Carl Gustav Jung)
  - Mensch und Ritus (L'Homme et le rite)
- 1951 Mensch und Zeit (L'Homme et le temps)
- 1952 Mensch und Energie (L'Homme et l’énergie)
- 1953 Mensch und Erde (L'Homme et la terre)
- 1954 Mensch und Wandlung (Homme et transformation)
- 1955 Der Mensch und die Sympathie aller Dinge (L'Homme et la sympathie de toutes choses)
- 1956 Der Mensch und das Schöpferische (l'Homme et la créativité)
- 1957 Mensch und Sinn (Homme et sentiment)
- 1958 Mensch und Frieden (Homme et paix)
- 1959 Die Erneuerung des Menschen (Le renouvellement de l'homme)
- 1960 Mensch und Gestaltung (Homme et formation)
- 1961 Der Mensch im Spannungsfeld der Ordnungen (L'Homme dans la tension des ordres)

Sous la direction d'Adolf Portmann :
- 1962 Der Mensch, Führer und Geführter im Werk (L'homme comme guide et guidé au travail)
- 1963 Vom Sinn der Utopie (La signification de l'utopie)
- 1964 Das menschliche Drama in der Welt der Ideen (Le drame de l'homme dans le monde des idées)
- 1965 Form als Aufgabe des Geistes (La forme comme fonction de l'esprit)
- 1966 Schöpfung und Gestaltung (Création et formation)
- 1967 Polarität des Lebens (Polarité de la vie)

Sous la direction d'Adolf Portmann et de Rudolf Ritsema :
- 1968 Tradition und Gegenwart (Tradition et actualité)
- 1969 Sinn und Wandlungen des Menschenbildes (Signification et changement de l'image de l'homme)
- 1970 Man and Speech – Mensch und Wort – L'homme et le verbe
- 1971 The Stages of Life in the Creative Process – Die Lebensalter im schöpferischen Prozess – Les moments créateurs dans les saisons de la vie
- 1972 The Realms of Colour – Die Welt der Farben – Le monde des couleurs
- 1973 Correspondences in Man and World – Die Welt der Entsprechungen – Le monde des correspondances
- 1974 Norms in a Changing World – Normen im Wandel der Zeit – Avenir et devenir des normes
- 1975 The Variety of Worlds – Die Vielheit der Welten – La pluralité des mondes
- 1976 Oneness and Variety – Einheit und Verschiedenheit – L'un et le divers
- 1977 Der Sinn des Unvollkommenen – The Sense of Imperfection – Le sens de l'imperfection
- 1978 Zeit und Zeitlosigkeit – In Time and Out of Time – Le temps et ses frontières
- 1979 Denken und mythische Bildwelt – Thought and Mythic Images – Image mythique et pensée
- 1980 Grenzen und Begrenzung – Extremes and Borders – Les extrêmes et la limite
- 1981 Aufstieg und Abstieg – Rise and Descent – Descente et ascension

Sous la direction de Rudolf Ritsema :
- 1982 Das Spiel der Götter und der Menschen – The Play of Gods and Men – Le jeu des hommes et des dieux
- 1983 Physische und geistige Körperwelt – Material and Imaginal Bodies – Corps physiques et corps spirituels
- 1984 Die Schönheit der Dinge – Beauty of the World – La beauté sur la terre
- 1985 Der geheime Strom des Geschehens – The Hidden Course of Events – Le courant caché des événements
- 1986 Spiegelung in Mensch und Kosmos – Human and Cosmic Mirroring – L'homme et le cosmos en miroir
- 1987 Wegkreuzungen – Crossroads – La croisée des chemins
- 1988 Gleichklang oder Gleichzeitigkeit – Concordance or Coincidence – Résonance ou simultanéité

## Nouveau cycle (depuis 1989)
Après le colloque de 1988, à l'initiative de Tilo Schabert et Erik Hornung, les participants, guidés par une attitude moins mystique et plus philosophique, ont formé au cours des deux années suivantes une Association des Amis d'Eranos, marquant le début d'un nouveau cycle de discussions.
Parmi ceux-ci: Emmanuel Anati, A. Hilary Armstrong, Aleida Assmann, Jan Assmann, Polymnia Athanassiadi, Henri Atlan, Anthony I. Aveni, Moshe Barasch, Elisabetta Barone, Wolfgang Bauer, Gaetano Benedetti, Philippe Bénéton, Norbert Bischof, Gerhard Böwering, Remo Bodei, Rémi Brague, Michael von Brück, David Carrasco, Giovanni Casadio, Gabriele De Angelis, Serena Di Matteo, Georg Dörr, Josef van Ess, Adriano Fabris, Francesco Saverio Festa, Hakan Forsell, Dieter Fuchs, Francesco Gaiffi, Giulia Sfameni Gasparro, Julia Ginenmacher, Helder Godinho, Burckhard Gladigow, Friedrich Wilhelm Graf, Fritz Graf, Heinz Halm, Joseph Hanimann, Walter Haug, Michael Henkel, John von Heyking, James Hillman, Erik Hornung, Michel Hulin, Moshe Idel, Massimo Iiritano, Alain Juranville, Hayao Kawai, Eiko Kawamura, Bernard McGinn, Steven Mc Guire, Reinhold Merkelbach, Gerson Moreno-Riaño,Ulrich Müller-Herold, Yûjirô Nakamura, Friedrich Niewöhner, Ryōsuke Ōhashi, Antonio Panaino, Michel-Yves Perrin, Aaron Powell, Ilya Prigogine, Chloé Ragazzoli, Matthias Riedl, Alessandro Scafi, Ina Schabert, Tilo Schabert, Annemarie Schimmel, Tilita Schumatoimmel, Rita Laura Segato, K Christ Laura Segimmel Kurt-Victor Selge, Jean Servier, Christoph Schumann, Hans-Jörg Sigwart, Erika Simon, Silvia Siniscalchi, George Steiner, Zdenek Stríbrný, Lawrence E. Sullivan, Arpad Szakolczai, Elettra Stimilli, Harald Szeemann, Mohammed Taleb, Joël Thomas, Alexandra Tischel, Stéphane Toussaint, Stépha Christine Trevett, Shizuteru Ueda, Gianni Vattimo, Hendrik Simon Versnel, Julia Wannenmacher, Eugene Webb, RJ Zwi Werblowsky, Giuseppe Zarone, Elémire Zolla.

### Eranos-Jahrbuchde la deuxième phase
Sous la direction d'Erik Hornung (1993-2001), Tilo Schabert (1993-) et Giuseppe Zarone (2001-)
- Auferstehung und Unsterblichkeit (Résurrection et immortalité), Muenchen, Fink, 1993
- Strukturen des Chaos (Structures du chaos), Muenchen, Fink, 1994
- Wanderungen (Excursions), Muenchen, Fink, 1995
- Die Macht des Wortes (Le pouvoir des mots), Muenchen, Fink, 1996
- Anfaenge (Débuts), Muenchen, Fink, 1998
- Die Wahrheit der Traeume (La vérité des rêves), Muenchen, Fink, 1997
- Schuld (La dette), Muenchen, Fink, 1999
- Kulturen des Eros (Cultures érotiques), Muenchen, Fink, 2001
- Die Sprache der Masken (Le langage des masques), Wuerzburg, Koenigshausen & Neumann, 2002
- Das Ordnen der Zeit (L'ordre du temps), Wuerzburg, Koenigshausen & Neumann, 2003
- Pioniere, Poeten, Professoren. Eranos und der Monte_Verità in der Zivilisationsgeschichte des 20. Jahrhunderts (Pionniers, poètes, professeurs, Eranos et Monte Verità dans l'histoire de la civilisation du XXe siècle), Wuerzburg, Koenigshausen & Neumann, 2004
- Propheten und Prophezeiungen - Prophets and Prophecies (Prophètes et prophéties), Wuerzburg, Koenigshausen & Neumann, 2005
- Die Menschen im Krieg - im Frieden mit der Natur - Humans at War, at Peace with Nature (L'Homme en guerre et en paix avec la nature), Wuerzburg, Koenigshausen & Neumann, 2006
- Religionen - die religiöse Erfahrung - Religions - the religious experience, Wuerzburg, Koenigshausen & Neumann, 2008
- Gott oder Götter? - God or Gods?, Wuerzburg, Koenigshausen & Neumann, 2009
- Die Stadt: Achse und Zentrum der Welt - The City: Axis and Centre of the World, Wuerzburg, Koenigshausen & Neumann, 2011
- The Eranos Movement. A Story of Hermeneutics, Wuerzburg, Koenigshausen & Neumann, 2016